# Papakowhai
Papakowhai, est une banlieue de la cité de Porirua, située dans le sud de l’Île du Nord de la Nouvelle-Zélande.

## Situation
Elle est localisée à approximativement 22 km au nord de la capitale Wellington.
Elle est limitée au nord-est par la ville de Paremata, à l’est par Ascot Park, au sud par Aotea et au nord-ouest par la crique de Porirua Harbour (en).

## Toponymie
Le nom Papakowhai en langue Māori signifie yellow earth (« la Terre jaune »). Ceci étant le nom de la banlieue, c’est aussi le nom de la route principale reliant cette banlieue avec le sud.
La plupart des rues de la banlieue de Papakowhai tirent leurs noms de la Liste des cours d'eau d'Écosse.

## Histoire
Le premier Européen connu pour s’être installé dans le secteur fut 'William Bowler' au début du XIXe siècle.
Bowler construisit un bâtiment de ferme à Papakowhai et le quai de 'Bowler's Wharf' au niveau du Aotea lagoon (en).
En 1882, le pionnier du commerce, le magnat James Gear (en) construisit sa maison là, ce qui constitue maintenant la banlieue de Aotea.

## Éducation
En 2016, la banlieue de Papakowhai abrite encore une école primaire, le collège Royal New Zealand Police College (en) et le parc public constitué par le Aotea lagoon (en). 